# نرجس نازل
النرجس النازل نوع نباتي يتبع جنس النرجس من الفصيلة النرجسية. ينمو النبات من بصلة شتوية مبكرة معمرة.

## الموئل والانتشار
يعد النرجس النازل متوطنًا في البرتغال وإسبانيا.